# سارا بيترسن
سارا بيترسن (بالدنماركية: Sara Slott Petersen)‏ هي منافسة ألعاب القوى دنماركية، ولدت في 9 أبريل 1987 في Nykøbing Falster ‏ في الدنمارك.

## وصلات خارجية
- سارا بيترسن على موقع الاتحاد الدولي لألعاب القوى (الإنجليزية)
- سارا بيترسن على موقع الدوري الماسي (الإنجليزية)
- سارا بيترسن على موقع اللجنة الأولمبية الدولية (الإنجليزية)
- سارا بيترسن على موقع أوليمبيديا (الإنجليزية)